# Берлингтон (Мичиген)
Берлингтон (енгл. Burlington) град је у америчкој савезној држави Мичиген.

## Демографија
По попису из 2010. године број становника је 261, што је 144 (-35,6%) становника мање него 2000. године.
| Група             | 2000.       | 2010.       |
| Белци             | 392 (96,8%) | 256 (98,1%) |
| Афроамериканци    | 0 (0,0%)    | 0 (0,0%)    |
| Азијати           | 3 (0,7%)    | 0 (0,0%)    |
| Хиспаноамериканци | 3 (0,7%)    | 0 (0,0%)    |
| Укупно            | 405         | 261         |